# Lei Liang
Lei Liang (chinesisch 梁雷, Pinyin Liáng Léi; * 28. November 1972 in Tianjin) ist ein chinesisch-amerikanischer Komponist, Pianist, Musikwissenschaftler und Musikpädagoge.

## Leben
Der Sohn der Musikwissenschaftler Liang Mao-chun und Cai Liang-yu hatte als Kind Klavierunterricht in China. Von 1992 bis 1998 studierte er am New England Conservatory in Boston Komposition bei Robert Cogan und Lee Hyla mit Abschluss als Bachelor und Master. An der Harvard University setzte er von 2001 bis 2006 sein Kompositionsstudium bei Harrison Birtwistle, Chaya Czernowin, Mario Davidovsky, Joshua Fineberg, Elliott Gyger, Magnus Lindberg und Bernard Rands fort (PhD 2004). Er unterrichtete 2000 als Honorarprofessor am Konservatorium von Wuhan und ab 2004 als Gastprofessor an der Shaanxi Normal University. Am Middleburg Conservatory in Vermont unterrichtete er 2006–07 Musiktheorie und chinesische Musik, an der University of California, San Diego ab 2007 Musiktheorie. Seit 2006 ist er amerikanischer Staatsbürger.
Als Musikwissenschaftler befasst sich Liang mit traditioneller Musik aus Asien. Er beteiligte sich an der Produktion historischer Aufnahmen aus der Inneren Mongolei und digitaler Versionen historischer Aufnahmen für das Musikforschungsinstitut der Chinesischen Akademie der Künste in Peking. Für das Archive of World Music der Loeb Music Library der Harvard University nahm er ein Interview mit dem Jinghuspieler Ni Qiu-ping auf. Artikel über seine Forschungsarbeiten veröffentlichte er in Fachzeitschriften in China, Südkorea und den USA.
Das kompositorische Werk Liangs umfasst Bühnenwerke, Orchester- und Kammermusik. Bereits in seiner Kindheit in China erhielt er Preise als Pianist und Komponist. Er war Junior Fellow der Harvard Society of Fellows (1998–2001) und erhielt 2006 für seine Serashi Fragments den George Arthur Knight Prize der Harvard University. 2009–10 war er Empfänger eines Guggenheim-Stipendiums, für das Jahr 2011–12 erhielt er den Rompreis der American Academy in Rome. Mit dem Konzert Xiaoxiang für Saxophon und Orchester war er 2015 unter den Finalisten für einen Pulitzerpreis für Musik.

## Werke
- Inheritance, Kammeroper (Libretto von Matt Donovan) für vier Stimmen, Klarinette, Bass, Gitarre und Cembalo, 2018
- A Thousand Mountains, A Million Streams für Orchester, 2017
- Hearing Landscapes, Multimediawerk, elektronische Musik zu Gemälden von Huang Binhong, 2015
- The moon is following us, 2015
- Luminous, a chamber concerto for contrabass für Kontrabass, Bassklarinette, Horn, Perkussion, Klavier, Geige, Bratsche und Cello, 2014
- Lakescape IV für chinesisches Ensemble (Di, Sheng, Yangqin, Pipa, Zhongruan, Zheng), 2014
- Lakescape III für Violin- oder Bratschenduo oder -solo, 2014
- Inkscape für Perkussionsquartett und Klavier, 2014
- Trans für Soloperkussion und Publikum, 2013
- Verge Quartet, Streichquartett, 2013
- Lakescape II für drei Perkussionisten, 2013
- Bamboo Lights für kleines Orchester, 2013
- Cuatro Corridos, Akt einer vieraktigen Kammeroper (Libretto von Jorge Volpi) für Sopran, Klavier, Gitarre und Perkussion, 2012
- Lakescape für Sopran, Klavier und Perkussion, 2012
- Lakescape für Sopran, Klavier und Perkussion, 2012
- Piano, Piano für einen improvisierenden Pianisten, 2011
- Messages of White für Saxophonquartett, Erhu, Sheng, Pipa, Yangqin und Perkussion, 2011
- Listening for Blossoms für Flöte, Harfe, Geige, Bratsche, Kontrabass und Klavier, 2011
- Tremors of a Memory Chord für Klavier und großes chinesisches Orchester, 2011
- Five Seasons, Konzert für Pipa und Streichorchester, 2010, 2014
- Aural Hypothesis für Flöte, Klarinette, Geige, Cello, Klavier und Vibraphon, 2010
- Five Seasons für Pipa und Streichquartett, 2010
- A Journey into Desire für Gitarre solo, 2009
- Triplex Mobilis (mit Adam Roberts und Nicholas Vines) für Flöte, Trompete, Bratsche, Kontrabass, Harfe, Klavier und zwei Perkussionisten, 2009
- Saxophone Concerto "Xiaoxiang" für Altsaxophon und Orchester, 2009, 2014
- Verge für Streichorchester, 2009
- Harp Concerto für Harfe und Kammerorchester, 2008
- Ascension für Bläserquintett und Perkussion, 2008
- YUAN für Saxophonquartett, 2008
- hidden notes für Klavier, 2007
- fragile zones für Klavier, 2007
- A Dream Within A Dream (Text von Lei Liang nach Motiven von Bada Shanren) für gemischten Chor, Sopransaxophon und Klavier, 2007
- Gobi Gloria für Streichquartett, 2006
- Winged Creatures für Cembalo, zwei Geigen und Cello, 2006
- Parallel Gardens für Saxophonorchester, 2006
- Green Piece (Choreographie von Tiffany Rhynard) für Tänzerin, Video und Klavier, 2006
- Gobi Gloria  (Choreographie von Garth Fagan) für Streichquartett, 2006
- In Praise of Shadows für Flöte, 2005
- Serashi Fragments für Streichquartett, 2005
- Septet für Flöte, Klarinette, Zheng, Geige, Kontrabass, Klavier und Perkussion, 2006
- Gobi Canticle für Geige und Cello oder Geige und Bratsche, 2004
- Motion Parallel für Sheng und Guanzi, 2004
- Brush-Stroke für kleines Orchester, 2004
- Pausing, Awaiting the Wind to Rise…, Orchesterversion des Klavierwerks, 2003
- Memories of Xiaoxiang (Choreographie von You Shao-ching) für Altsaxophon und Tonband, 2003
- Memories of Xiaoxiang für Altsaxophon und Tonband, 2003
- Tian for Four für Sheng, Trompete, Gitarre und Zheng, 2003
- Gobi Polyphony für Erhu und Cello, 2003
- For a Lost Stone für Cello und Perkussion, 2002
- Trio für Cello, Klavier und Perkussion, 2002
- Parts for a Floating Space für Klarinette und Vibraphon, 2002, 2014
- Jong-Jin's Rain für Tonband, 2002
- Some Empty Thoughts of a Person from Edo für Cembalo, 2001
- Parts for a Floating Space für Sopransaxophon und Perkussion, 2001
- Extend für Guanzi und Altsaxophon, 2000
- Project 121899, Klanginstallation, 1999
- Against Piano für zwei Klavierspieler, 1999
- Other Encounter (Choreographie des Tremont Theatre Dance Project), CD, 1999
- Lake für zwei Flöten (spätere Versionen für Flöte und Klarinette oder Geige, für zwei Trompeten und für Altsaxophon und Flöte), 1999
- For Shakuhachi, 1999
- Der gute Mensch von Sezuan (Schauspielmusik zu dem Stück von Bertolt Brecht), für drei mechanische Metronome, CD, 1998
- March Cathedral für Sopransaxophon, vier Altsaxophone, Baritonsaxophon, elektrische Gitarre, Klavier, Cembalo und sechs Perkussionisten, 1998
- Invisible Garden für Koto, Zheng, Kayagum und Steine, 1998
- Garden Eleven (Text von Li Po), für Sopran, Pipa und Instrumentalensemble, 1998
- Feng für Cello (Version für Geige 2000), 1998
- My Windows (in vier Sätzen: Tian, Seven Rays of the Sun, Magma und Pausing, Awaiting the Wind to Rise…) für Klavier, 1996–2007
- Milou für Stimmen, Sopransaxophon, vier Altsaxophone, Baritonsaxophon, elektrische Gitarre, Klavier, Cembalo, und vier Perkussionisten, 1996–99
- Garden Nine (Choreographie von Ling Chu) für acht Frauen- und vier Männerstimmen, Klavier und Steine, 1996
- Garden Nine für achten Frauen- und vier Männerstimmen, Klavier und Steine, 1996
- Garden Eight, 1996
- Garden Six für Sopransaxophon, vier Altsaxophone und Baritonsaxophon, 1996
- Dialectal Percussions (Choreographie von Jeong-Ae Yoon) für Perkussion, 1994
- Dialectal Percussions für Perkussion, 1994
- Peking Opera Soliloquy für Altsaxophon, 1994
- Somniloquy (Choreographie von Masashi Harada) für Butohtänzer und Posaune, 1992